# Johannes Sjöstrand
Johannes Sjöstrand (* 1947) ist ein schwedischer Mathematiker, der sich mit Partiellen Differentialgleichungen und Funktionalanalysis befasst.
Sjöstrand wurde 1972 an der Universität Lund bei Lars Hörmander promoviert. Er lehrte an der Universität Paris XI und ist Professor an der Université de Bourgogne in Dijon.
Er ist Mitglied der Königlich Schwedischen Akademie der Wissenschaften und seit 2017 der American Academy of Arts and Sciences. 1987 erhielt er den Prix Élie Cartan. Für 2018 wurde Sjöstrand der Stefan Bergman Prize der American Mathematical Society zugesprochen.
Er befasst sich mit Mikrolokaler Analysis und untersuchte unter anderem die Schrödingergleichung eines Elektrons im magnetischen Feld (mit einem Spektrum eines chaotischen Schmetterlingsbild nach Douglas Hofstadter), Resonanzen und den Tunneleffekt im semiklassischen Grenzfall.

## Schriften
- mit Alain Grigis Microlocal analysis for differential operators: an introduction, Cambridge University Press 1994.
- Microlocal Analysis, in: Jean-Paul Pier (Hrsg.): Development of mathematics 1950–2000. Birkhäuser, 2000
- mit Mouez Dimassi: Spectral asymptotics in the semi-classical limit, Cambridge University Press 1999
- Complete asymptotics for correlations of Laplace integrals in the semi-classical limit, Paris, SMF 2000
- mit Bernard Helffer, P. Kerdelhué Le papillon de Hofstadter revisité, Mémoire SMF, Nr. 43, 1990
- mit Helffer Analyse semi-classique pour l'équation de Harper : (avec application à l'équation de Schrödinger avec champ magnétique), Mémoire SMF, Nr. 34, 1988, Nr. 39, 1989, Nr. 40, 1990 (Teil 1–3)
- mit Helffer Résonances en limite semi-classique, Mémoire SMF, Nr. 24–25, 1986
- mit B. Lascar Singularités analytiques microlocales, Astérisque 95, 1982
- mit Richard Melrose Singularities of boundary value problems, 1,2, Comm. Pure Appl. Math., Band 31, 1978, S. 593–619
- mit Melrose A calculus for Fourier Integral Operators in domains with boundary and applications to the oblique dérivative problem, Comm. in PDE, 2, 1977, S. 857–935, siehe Helffer Propagation des singularités pour des problèmes aux limites, Séminaire Bourbaki, Nr. 525, 1978/79
- mit Helffer Multiple wells in the semi-classical limit, Teil 1, Communications in PDE, 9, 1984, 337–408 (insgesamt 6 Teile, siehe Robert Didier Analyse semi-classique de l'effet tunnel, Séminaire Bourbaki 665, 1985/86)
- Asymptotique des résonances pour des obstacles, Séminaire Bourbaki, Nr. 724, 1989/90